# تريليبورج
Trelleborg (النطق السويدي: [trɛlɛˈbɔrj]) هي بلدة في مقاطعة Skåne ، السويد ، يبلغ عدد سكانها 43359 نسمة (اعتبارًا من 31 ديسمبر 2015). تقع في أقصى جنوب السويد وتمتد حوالي 10-15 كيلومترًا (6.2-9.3 ميل) غرب جنوب السويد وشبه الجزيرة الاسكندنافية. وهي واحدة من أهم مدن العبارات فيإسكندنافيا وكذلك على بحر البلطيق وأهم مدينة في المناطق الزراعية في سودرسلات.

## علم أصول الكلمات
أول ذكر مكتوب للاسم يعود إلى عام 1257 ، Threlæburgh. يمكن العثور على الاسم في العديد من الأماكن في الدول الاسكندنافية. تعني كلمة Borg القلعة أو الحصن ، ويمكن أن تعني كلمة träl العبودية ، ولكن يمكن أن تشير أيضًا إلى الأعمدة القطرية الموجودة خارج حصن الفايكنج في العصور الوسطى. تم التنقيب عن بقايا المعقل الأصلي في عام 1988.
يمكن أن يأتي الاسم أيضًا من المعقل الذي لا يزال قائمًا في وسط المدينة. يمكن العثور على مثل هذه الحصون في عدة أماكن في الدول الاسكندنافية ، وخاصة في جنوب السويد والدنمارك ، وكلها تسمى Trelleborg. ربما يأتي الاسم من هذا البرج.

## التاريخ

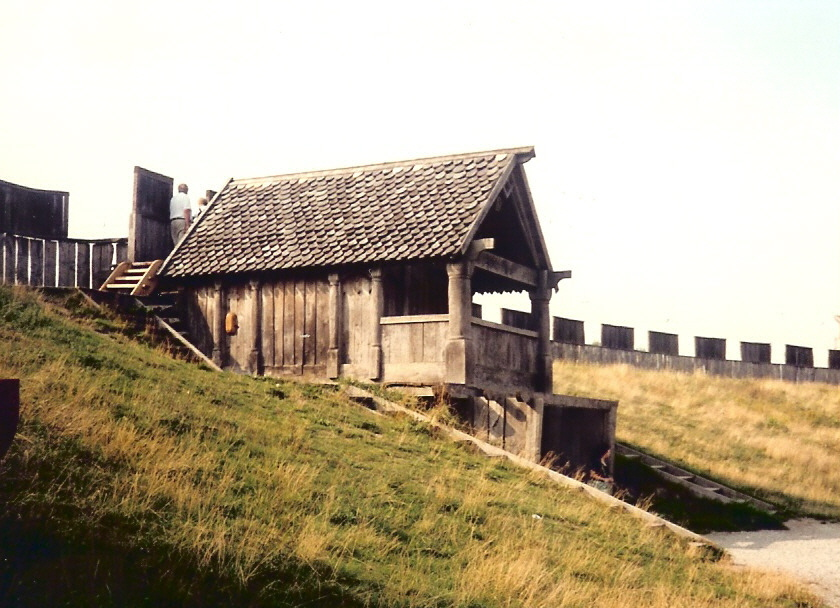
Trelleborgen ، قلعة Viking Ring التي أعيد بناؤها في Trelleborg

يعود أول ذكر مكتوب لـ Trelleborg إلى عام 1257 ، وبعد ثلاث سنوات قدمت العائلة المالكة الدنماركية Trelleborg إلى الأمير فالديمار من السويد كهدية زفاف. استعاد الدنماركيون السيطرة عليها سريعًا وكانت ملكية دنماركية حتى عام 1658 عندما خسر سكانيا أمام السويد في معاهدة روسكيلد عام .
في العصور الوسطى ، لعبت Trelleborg دورًا مهمًا في صيد سمك الرنجة. في ذلك الوقت ، حدث هذا على طول ساحل ما يعرف الآن بالسويد ، حيث كانت مدارس سمك الرنجة كثيرة جدًا بحيث كان بإمكان الصيادين الوقوف على الشاطئ والصيد بالشباك. أصبحت Trelleborg مدينة تجارية مهمة في عندما جاء التجار من ألمانيا للتجارة في الرنجة. في عام 1619 ، بعد حريق مدمر ، قرر ملك الدنمارك أن بلدة تجارية على الساحل كانت كافية وألغى مكانة تريلبورج كمدينة تجارية لصالح مالمو.
لم يُسمح لـ Trelleborg بأن تصبح مدينة تجارية إلا في عام 1840 واستعادت فقط ميثاق المدينة السويدية في عام 1867. كان الكثير من هذا بسبب عمل عدد قليل من الرجال الضالين الذين كانوا يطالبون بمثل هذه المطالب من البرلمان السويدي باستمرار منذ عام 1658. جعل إصلاح الحكومة المحلية لعام 1971 من مدينة تريلبورج مقرًا لبلدية تريلبورج عام، والتي تشمل مناطق ريفية وحضرية.

## النقل

### الطريق
Trelleborg هي نقطة النهاية الجنوبية للطريق الأوروبي E6 الذي يتجه شمالًا إلى Kirkenes ، النرويج. يعد E6 شريانًا رئيسيًا لشحن البضائع إلى السويد ، ويتصل بالطريق E22 في مالمو ، و E4 في هيلسينجبورج.

### المرفأ والعبارات

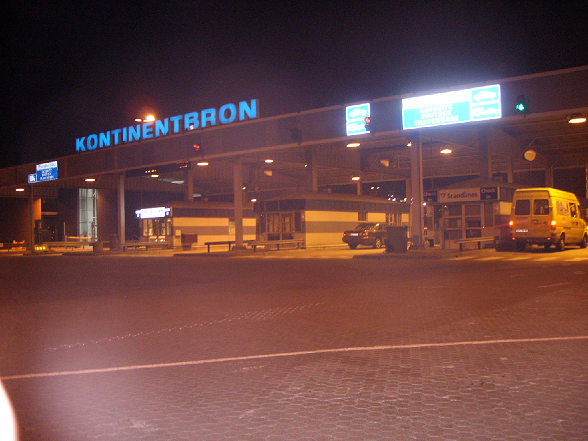
تخدم محطة العبارات في Trelleborg ، "The Continental Bridge" ، ثلاثة خطوط ملاحية في أربعة طرق مختلفة ، وفي جميع خطوط العبارات الستة المختلفة.

يتمتع الميناء بموقع استراتيجي للغاية في أقصى جنوب شبه الجزيرة الاسكندنافية. تم افتتاح أول اتصال بالعبّارة مع ألمانيا في عام 1897. تم استبداله في عام 1909 بخط عبّارة إلى ساسنيتز كجزء من خط مالمو - برلين. في زمن جمهورية ألمانيا الديمقراطية ، تم افتتاح خط عبّارات أطول للسياراتفي ترافيمونده ("الميناء الحديث" في لوبيك) ، في البداية باسم خط السكك الحديدية السويدية (SJ) ، ولكن منذ عام 1962 كخط TT. بعد سقوط جدار برلين في عام 1989 ، تم فتح العديد من الطرق الجديدة وطرق الشحن.قامت بلدية Trelleborg ببناء محطة عبارات مشتركة لجميع الخدمات ، والمعروفة باسم "Kontinentbron" أو "Continental Bridge". من محطة القطار يمكنك ركوب العبارة إلى ألمانيا وبولندا. اعتبارًا من عام 2018 ، أصبحت خطوط الشحن والطرق التالية قيد التشغيل:
TT- الخط 
- إلى كلايبيدا ( ليتوانيا )
- إلى ترافيمونده (ألمانيا)
- إلى روستوك (ألمانيا)
- إلى Swinoujscie (بولندا)

ستينا لاين  
- إلى روستوك (ألمانيا)

خط الوحدة 
- إلى Swinoujscie (بولندا)

يتم نقل معظم العبارات بواسطة الشاحنات ، مما يجعل Trelleborg أكبر ميناء في السويد من حيث الوزن. في عام 2005 ، مرت 11 مليون طن من البضائع (ما يقرب من 2 مليون مسافر) عبر الميناء. 

## المناخ
على الرغم من أن Trelleborg ليس لديها محطة طقس شهرية رسمية تظهر في تقارير SMHI ، فإن محطات الطقس الأقرب إلى Falsterbo و Malmö تشير إلى مناخ محيطي (Cfb) مع صيف دافئ وأحيانًا حار بمتوسط أقل من 20 درجة في معظم الأوقات C يكون باردًا ولكن عموما لا شتاء بارد. شديد البرودة مع درجات حرارة أقل من الصفر أو أعلى بقليل.

## اليوم

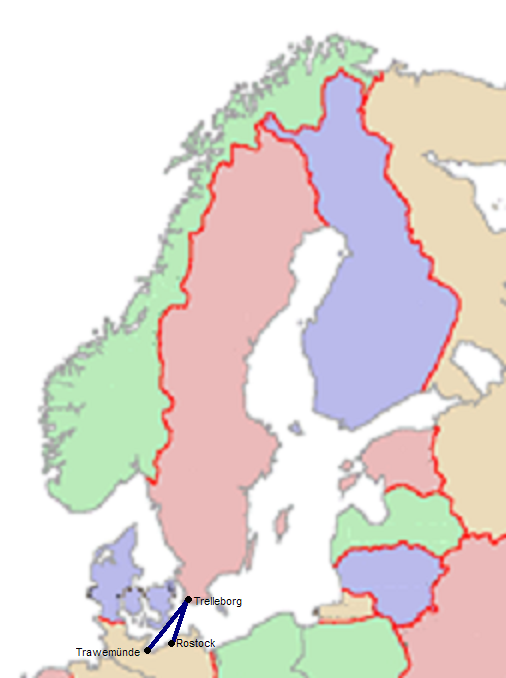
خطوط العبارات TT-Line ؛ تدير الشركة خدمة منتظمة بين Trelleborg وألمانيا

في نهاية القرن التاسع عشر ، أصبحت تريلبورج مدينة صناعية ووضعت أسس تريلبورج الحديثة إلى حد كبير من قبل عدد قليل من الشركات الكبيرة. صناعات Trelleborg في المقام الأول ، شركة العبارات والموانئ. كان العديد منهم من عمل التاجر المؤثر يوهان كوك. الصناعات المهمة الأخرى التي أسسها هي Akzo Nobel Inks ، والآن Flint Group Sweden ، التي تصنع أحبار الطباعة (التي تأسست باسم Gleitzman Industries في عام 1890) وصناعة البط. في وقت لاحق ، في الخمسينيات من القرن الماضي ، تأسست Perstorp (Flooring) Industries في Trelleborg وأنتجتلوح أرضي ومواد بلاستيكية أخرى. لا تزال Trelleborg مدينة للطبقة العاملة وهي سياسيًا معقلًا تقليديًا للحزب الاشتراكي الديمقراطي السويدي.ومع ذلك ، منذ الانتخابات الأخيرة في عام 2006 ، كان الحزب الاشتراكي الديمقراطي في المعارضة في البلدية.
يرتادها اليوم أشخاص يسافرون من السويد إلى ألمانيا بفضل العبارات المتجهة إلى روستوك وساسنيتز ولوبيك ترافيمونده في ألمانيا. ركضت هذه العبارات على خط Sassnitz في 1 مايو 1897. تم بناء الخط المؤدي إلى Travemünde في عام 1962 ، بينما تم افتتاح الخط المؤدي إلى مدينة ألمانيا الشرقية السابقةRostock بعد سقوط جدار برلين في عام 1989. في أبريل 1917 ، وصل لينين إلى تريلبورغ بالعبّارة من ساسنيتز إلى المنفى في روسيا لقيادة الثورة.
تمتلك تريلبورج اليوم ثاني أكبر ميناء بحري في السويد بعد جوتنبرج . كل عام ينقل أكثر من 10 مليون طن متري من البضائع.
تمثال لامرأة عارية يقف فوق المرفأ في Smygehuk بالقرب من Trelleborg ، الذي تم تشييده في عام 1930. كان نموذج هذا التمثال هو جدة الممثلة أوما ثورمان ، والدة نينا فون شليبروج. على طريق الوصول من الغرب ، هناك صف من أشجار النخيل يشير إلى الموقع الجنوبي للمدينة. في فصل الشتاء يتم نقلهم إلى الداخل ، لأنلا يتحمل درجات حرارة منخفضة.
في 12 أكتوبر / تشرين الأول 2017 ، أصيب عدة أشخاص في إطلاق نار في البلدة ، على صلة بعنف العصابات .  

## الرياضة والأنشطة الترفيهية الأخرى
تشمل أندية كرة القدم في Trelleborg Trelleborgs FF و IFK Trelleborg و FC Trelleborg ، ويسمى فريق كرة السلة Trelleborg Basket .
يُطلق على فيلق الكشافة المحلي اسم Trelleborgs scoutkår. تشمل عوامل الجذب الأخرى الحمامات العامة ونادي الجولف المحلي والصالات الرياضية والشواطئ والعديد من المتنزهات.

## أفراد بارزون
أندرياس إيساكسون - لاعب كرة قدم متقاعد ، لعب لموسم Trelleborgs FF.
كاترين ستجيرنفيلدت جامه - العمدة الحالي لبلدية مالمو منذ عام 2013 ، نشأت في تريلبورغ
باتريك كيلبيرج - لاعب هوكي الجليد المتقاعد
بيورن كيلمان - ممثل ومغني
أندرياس نيلسون - لاعب كرة يد
أوليفيا نوردغرين - سياسية
أماندا أومس - ممثلة وكاتبة
أليس تيماندر - طبيب أسنان
كيم وول - صحفي
مارك واينبرغ - قاضي سابق في محكمة الاستئناف بالمحكمة العليا لفيكتوريا ، أستراليا ، ولد في تريلبورج عام 1948 وانتقل لاحقًا إلى الولايات المتحدة قبل الهجرة الدائمة إلى أستراليا في عام 1958

## الثقافة
يوجد في Trelleborg متحفان اعتبارًا من عام 2022 ، يركز أحدهما على قلعة Viking القديمة التي أعيد بناؤها في المدينة والآخر يعرض هياكل مختلفة من عصور مختلفة. يمكن العثور على تماثيل مختلفة في جميع أنحاء المدينة ، بما في ذلك تمثال أكسل إيبي. يحتوي City على معرض فني يعرض أعماله.

## المعرض

### القرن ال 20

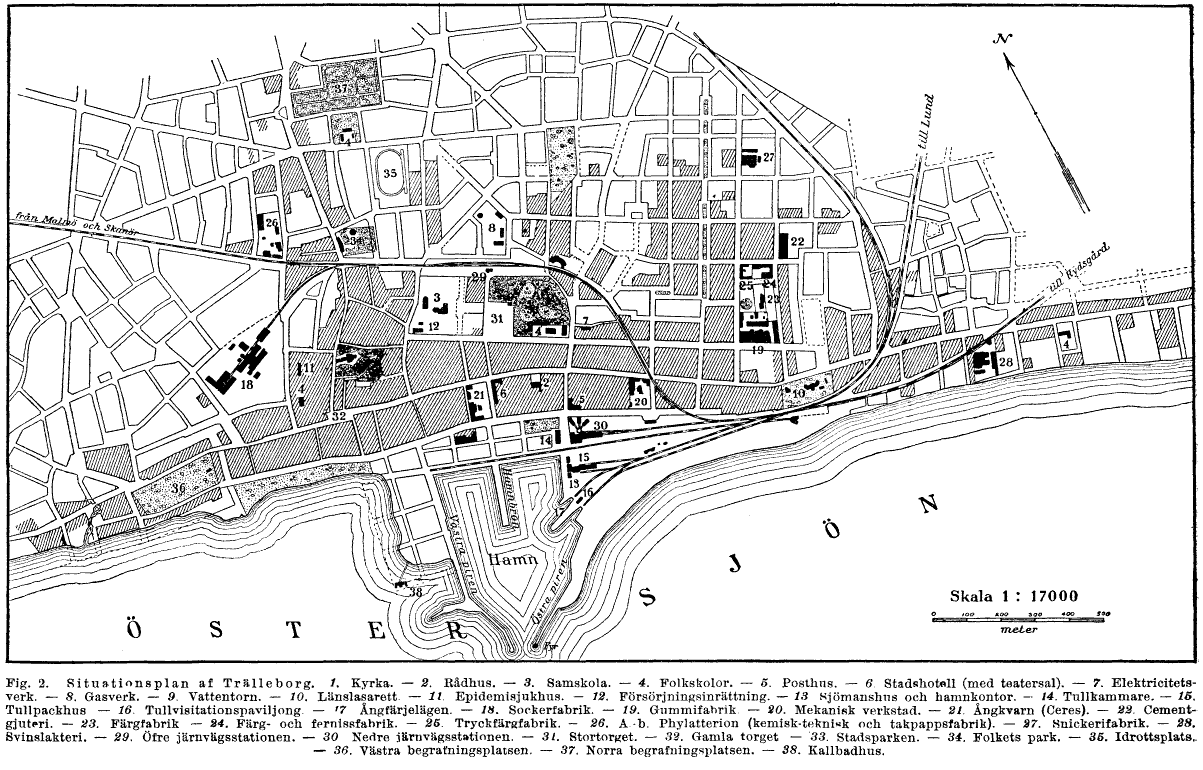
خريطة تريلبورغ مؤرخة في عام 1930
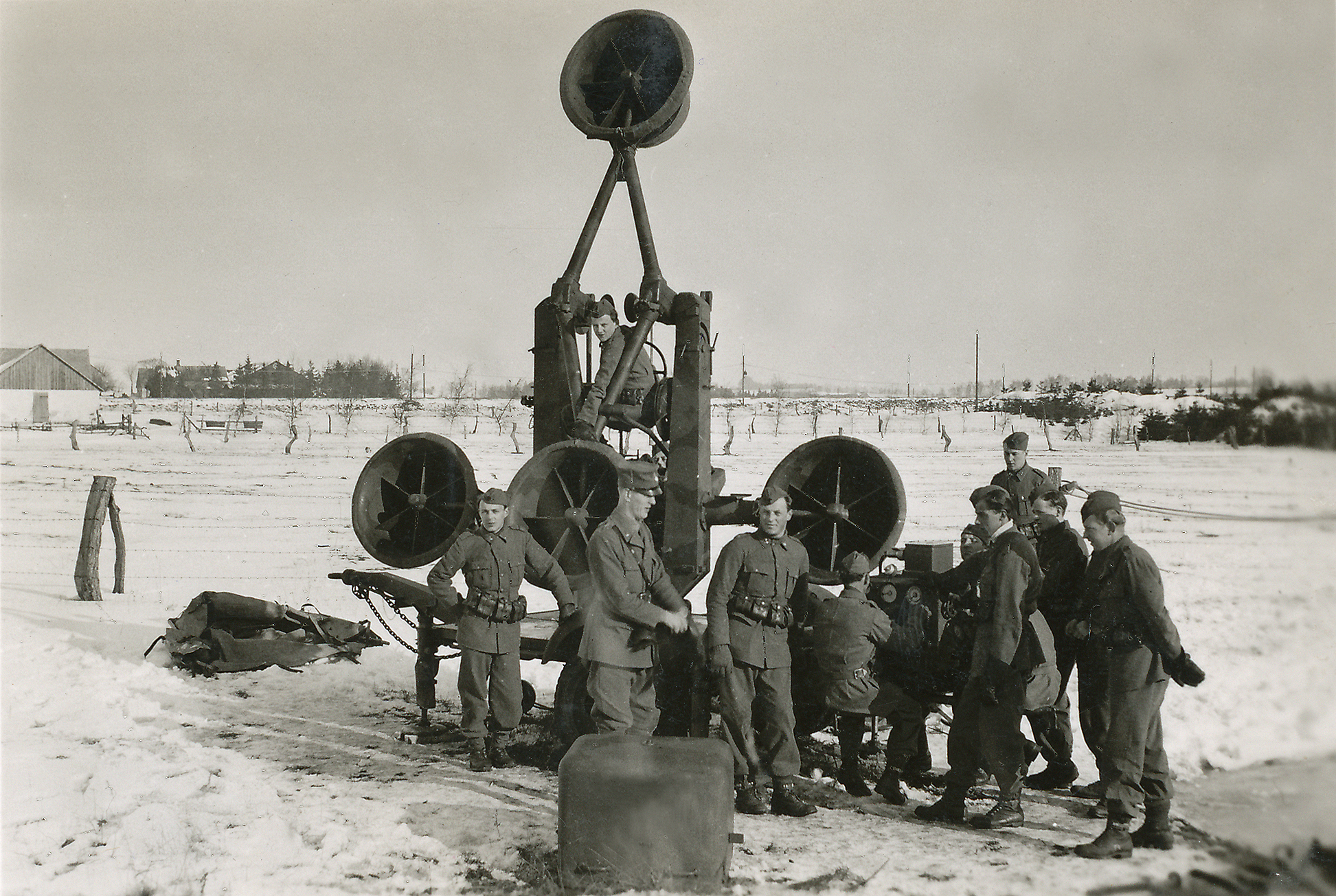
محدد موقع الطائرة الجوي الصوتي المتمركز في Trelleborg خلال الحرب العالمية الثانية

### القرن ال 21

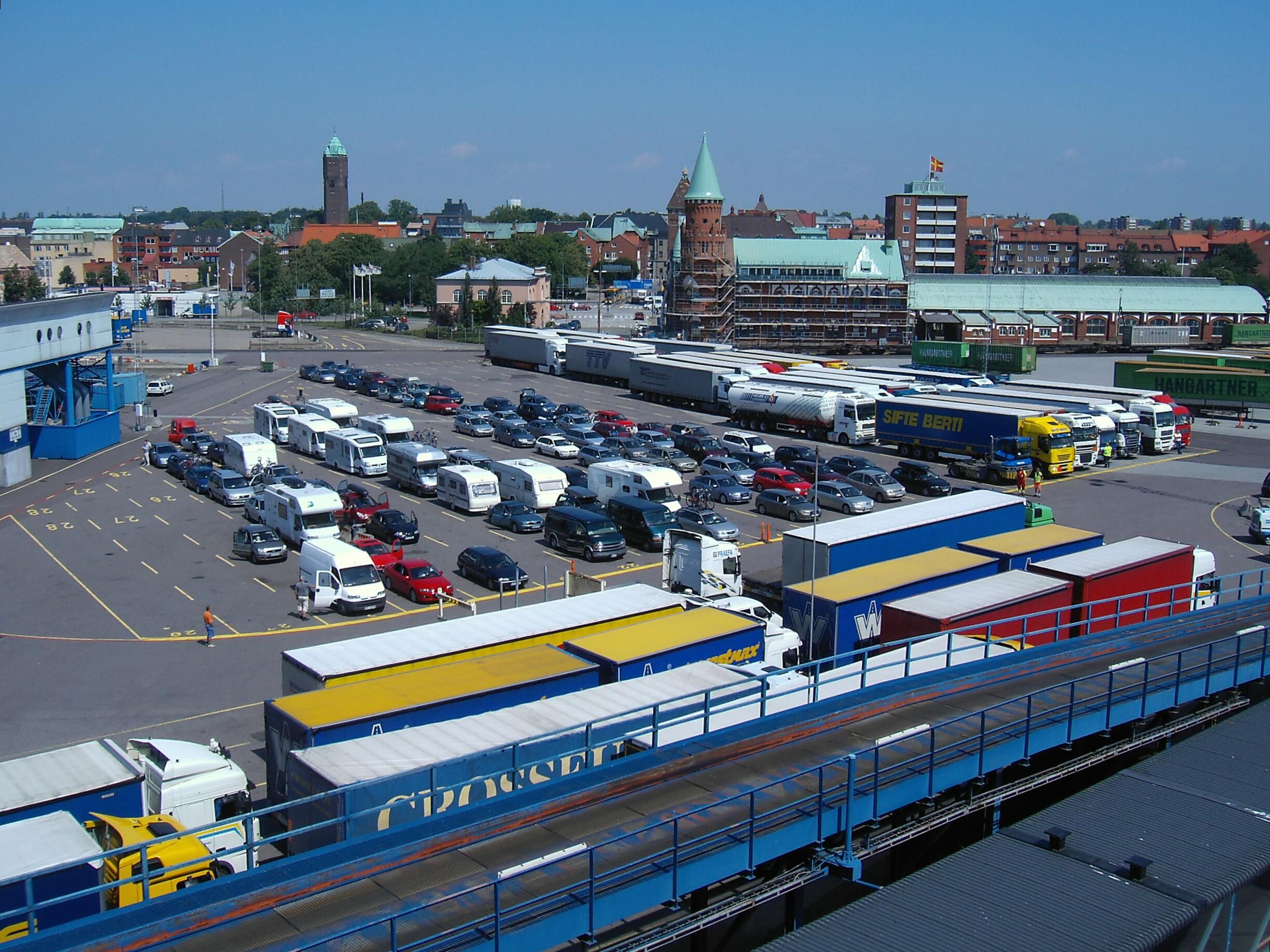
جزء من ميناء Trelleborg
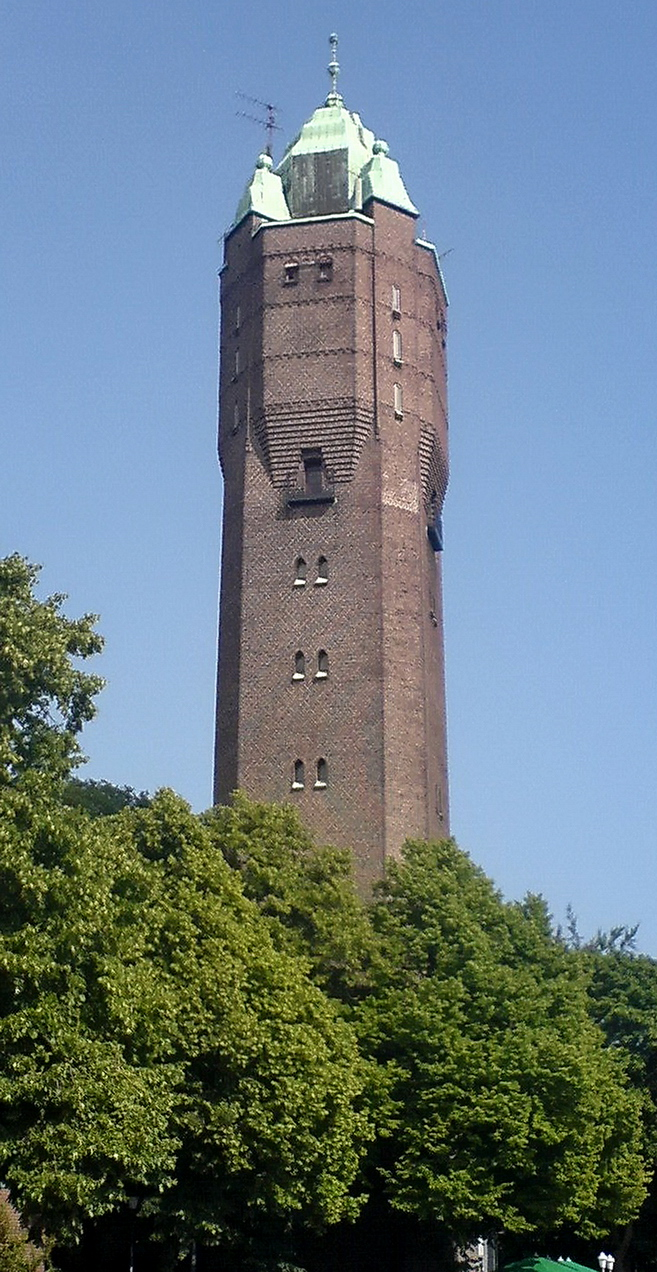
برج مياه تريلبورج القديم  [لغات أخرى]‏
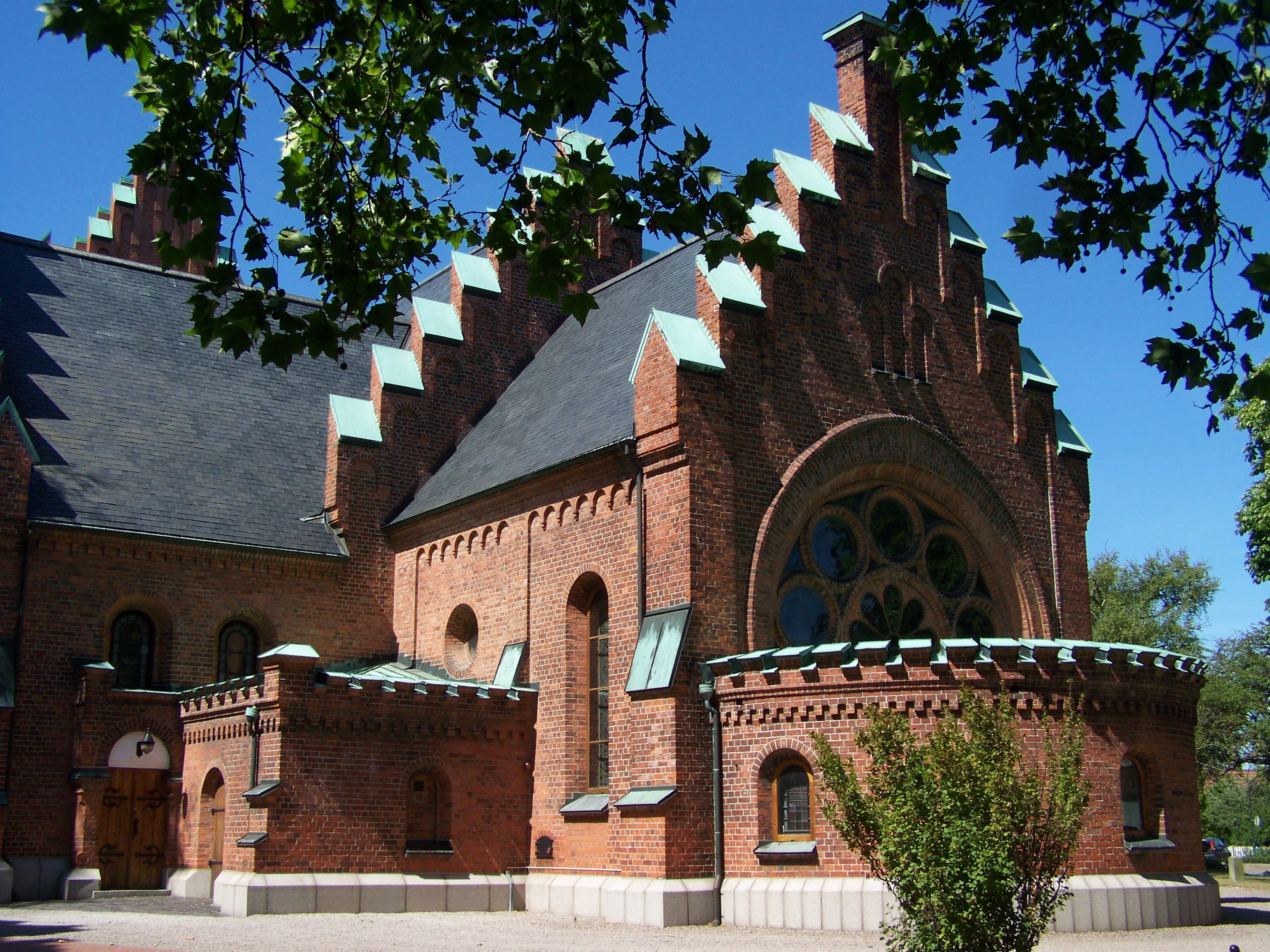
كنيسة القديس نيكولاي
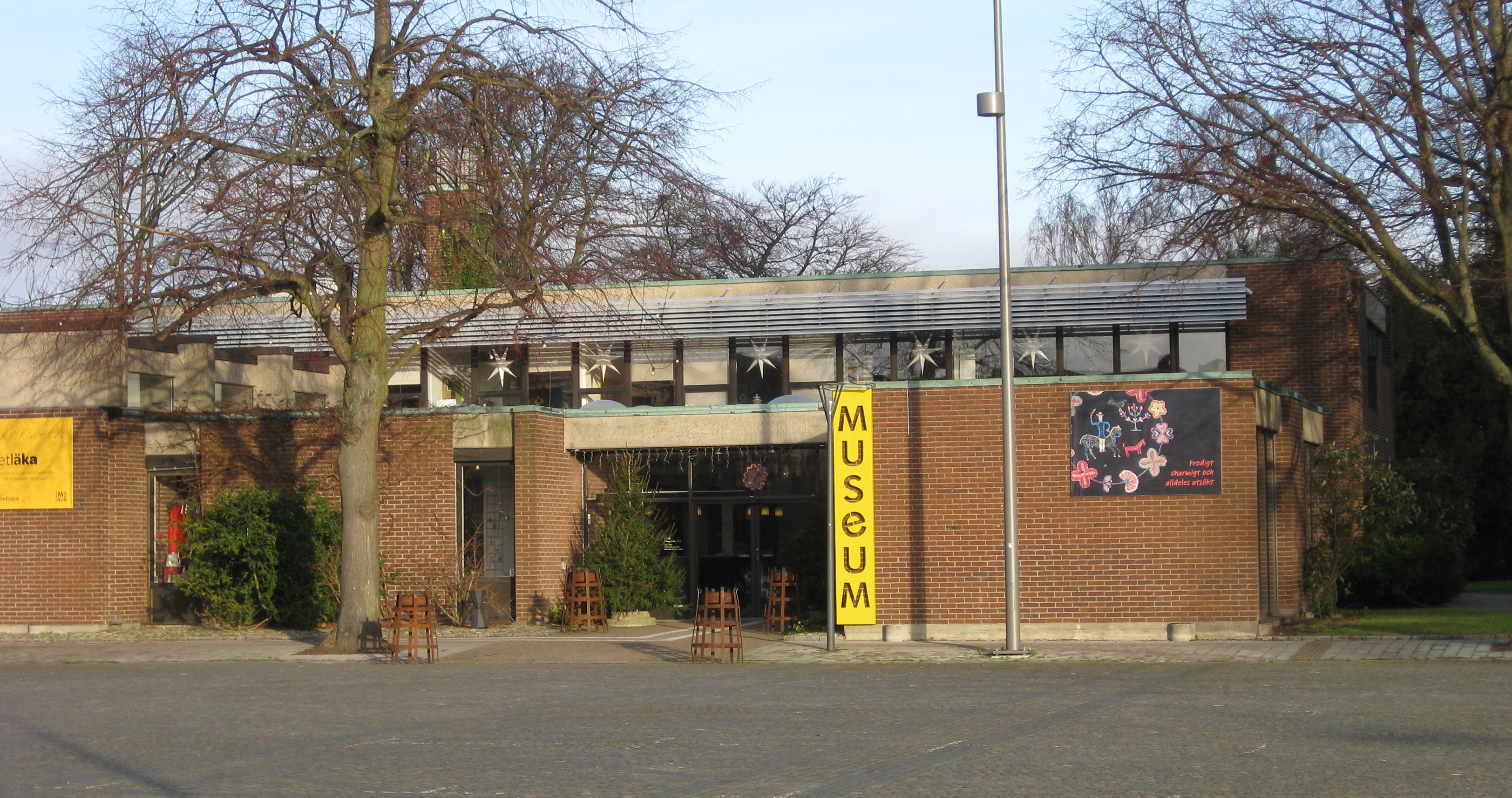
متحف تريلبورج

## مدينتان توآم
توأمت Trelleborg مع:
- ساسنيتز ، Germany</img> Germany

## أنظر أيضا
- Friary في Trelleborg
- سوق سكانيا

## الروابط خارجية
قالب:Localities in Trelleborg Municipalityقالب:Skåne County